# Latinlærerforeningen
Latinlærerforeningen i Danmark er en forening af lærere i begynderlatin i folkeskolen, ungdomsskolen og på de private skoler.
Foreningen blev grundlagt i 1973 på initiativ af Elio Acunto de Lorenzo, der dengang var seminariernes studielektor i latin. I perioden 1968-1978 kunne man på nogle af de danske lærerseminarier have latin som linjefag. Året 1978 blev skelsættende; latin forsvandt fra seminarierne og i praksis fra folkeskolen / grundskolen efter skolelovsændring i Socialdemokratiets regeringsperiode. Fra 1979 blev latin et valgfag i 10. klasse og dermed reelt aflivet. Latinlærerforeningen fortsatte imidlertid ufortrødent; men langt de fleste medlemmer er efterhånden pensionister.

## Formænd
- Lise Klercke, Bagsværd †
- Vagn Nielsen, Haderslev Seminarium †
- Gunnar Jørgensen, Haderslev private Skole †
- Ingrid Buntzen, Den katolske Skole i Nakskov
- Lea Holm Pedersen, Nakskov †
- Agnete Vilgaard, Græsted